# The Masquerade Ball
The Masquerade Ball osmi je studijski album njemačkog heavy metal gitarista Axela Rudija Pella. Diskografska kuća Steamhammer objavila ga je 10. travnja 2000. Prvi je album na kojem se pojavio bubnjar Mike Terrana.

## Popis pjesama
Tekstovi i glazba: Axel Rudi Pell, osim gdje je navedeno drugačije. 
| 1.    | »The Arrival« (instrumentalna skladba) |                      | 1:30  |
| 2.    | »Earls of Black«                       |                      | 6:04  |
| 3.    | »Voodoo Nights«                        |                      | 5:32  |
| 4.    | »Night and Rain«                       |                      | 8:06  |
| 5.    | »The Masquerade Ball«                  |                      | 10:40 |
| 6.    | »Tear Down the Walls«                  |                      | 5:40  |
| 7.    | »The Line«                             |                      | 7:39  |
| 8.    | »Hot Wheels«                           |                      | 4:54  |
| 9.    | »The Temple of the Holy«               |                      | 7:42  |
| 10.   | »July Morning« (obrada Uriah Heepa)    | Byron, Box i Hensley | 9:58  |
| 67:45 |                                        |                      |       |

## Zasluge
Axel Rudi Pell
- Axel Rudi Pell – gitara, produkcija
- Johnny Gioeli – vokal
- Ferdy Doernberg – klavijature
- Volker Krawczak – bas-gitara
- Mike Terrana – bubnjevi

Ostalo osoblje
- Jan Löwenhaupt – dodatni inženjer zvuka
- Helmut Philips – dodatni inženjer zvuka
- Volker Beushausen – fotografije
- George Marino – mastering
- Marc Klinnert – naslovnica albuma
- Ulli Pösselt – produkcija, inženjer zvuka, miks